# عبد الله بن المسيب بن زهير
عبد الله بن المسيب بن زهير الضبي هو والي مصر في الدولة العباسية من 176–177هـ/ 792-793م.

## سيرته
هو عبد الله بن المسيب بن زهير بن عمرو بن جميل الضبي أمير مصر. كان والده أحد المشاركين في الثورة العباسية وواليا وصاحب الشرطة. في 792، ولاه هارون الرشيد مصر على الصلاة بعد موت إبراهيم بن صالح العباسي فقدم إلى مصر 19 رمضان سنة 176 هـ، وسكن العسكر، وجعل على شرطته أبا المكيس ولم تطل ولاية عبد الله على إمرة مصر، فقد تم عزل بإسحاق بن سليمان في شهر رجب سنة 177 هـ، فكانت ولايته على إمرة مصر عشرة أشهر. ظل يقيم بمصر، إلى أن وليها استخلافًا عن عبد الملك بن صالح العباسي في سنة 178 هـ، لمدة شهرين. وعُزِلَ عبد الملك بعبيد الله بن المهدي، فلزم عبد الله بن المسيب بيته إلى أن استخلفه ثانيًا عبيد الله بن المهدي لما ولي مصر بعد عبد الملك بن صالح فباشر عبد الله بن المسيب صلاة مصر قليلًا باستخلاف عبيد الله بن المهدي، ثم صُرف ولزم داره إلى أن مات.
في أيام ولايته على مصر مع قصرها وقع له حروب مع أهل الحوف. وورد أنه شارك في أعمال عدائية مع سكان منطقة حوف، تلقى طلبًا من أمير قرطبة هاشم بن عبد الرحمن، للحصول على تعزيزات لدعم غاراته على الفرنجة.
بحسب ابن قتيبة كان أيضًا واليًا لفارس والجزيرة.